# Sòlid platònic
A l'espai tridimensional, un sòlid platònic és un políedre regular i convex. Es construeix amb cares regulars congruents, amb el mateix nombre de cares que es troben en cada vèrtex. Cinc sòlids compleixen en aquest criteri, i cada un porta el nom del seu nombre de cares.
| Tetraedre             | Cub                   | Octaedre              | Dodecaedre            | Icosaedre             |
| Quatre cares          | Sis cares             | Vuit cares            | Dotze cares           | Vint cares            |
| (Animació) (Model 3D) | (Animació) (Model 3D) | (Animació) (Model 3D) | (Animació) (Model 3D) | (Animació) (Model 3D) |

Els sòlids platònics són coneguts des de l'antiguitat. S'ha suggerit que boles de pedra tallada creades pel poble neolític d'Escòcia representen aquestes formes. Tanmateix, tenen cares arrodonides en lloc de ser figures polièdriques, no sempre són simètriques i algun dels sòlids platònics (com el dodecaedre) està absent.
Els antics grecs van estudiar els sòlids platònics àmpliament. Algunes fonts (com Procle) donen a Pitàgores el mèrit del seu descobriment. Una altra evidència suggereix que podria haver estat només familiaritzat amb el tetraedre, el cub i el dodecaedre i que el descobriment de l'octaedre i l'icosaedre pertany a Teetet, un contemporani de Plató. En qualsevol cas, Teetet va donar una descripció matemàtica dels cinc i pot haver estat responsable de la primera prova coneguda que no hi ha altres políedres regulars convexos.
Els sòlids platònics són prominents en la filosofia de Plató, de qui reben el nom. Plató va escriure sobre ells en el diàleg Timeu, c. 360 aC, en la qual s'associa cada un dels quatre elements clàssics (terra, aire, aigua i foc) amb un sòlid regular. La Terra es va associar amb el cub, l'aire amb l'octaedre, l'aigua amb l'icosaedre i el foc amb el tetraedre. Hi havia una justificació intuïtiva per a aquestes associacions: la calor del foc se sent aguda i punxant (com petits tetraedres). L'aire està compost d'octaedres; els seus components minúsculs són tan suaus que hom amb prou feines pot sentir-los. L'aigua, l'icosaedre, fuig de les mans en agafar-la, com si estigués feta de boletes diminutes. Per contra, un sòlid altament no esfèric, com l'hexaedre (cub) representa la "terra". Aquests petits sòlids maldestres fan que la terra s'esmicoli i trenqui en recollir-la, en marcada diferència amb la fluïdesa de l'aigua. D'altra banda, el cub, en ser l'únic solid regular que pot tessel·lar l'espai euclidià, es creu que causa la solidesa de la Terra. Del cinquè sòlid platònic, el dodecaedre, Plató observa obscurament que "... el déu va usar[-lo] per disposar les constel·lacions en tot el cel". Aristòtil va afegir un cinquè element, aithēr (aether en llatí, èter en català) i postulà que el cel es van fer d'aquest element, però no tingué gens d'interès a associar-lo amb el cinquè sòlid de Plató.
Euclides descriu matemàticament per complet els sòlids platònics en els Elements, l'últim llibre (llibre XIII), del qual es dedica a les seves propietats. Les proposicions 13-17 del Llibre XIII descriuen la construcció del tetraedre, l'octaedre, el cub, l'icosaedre i el dodecaedre, en aquest ordre. Per a cada sòlid Euclides troba la relació entre el diàmetre de l'esfera circumscrita i la longitud de l'aresta. A la Proposta 18 argumenta que no hi ha més políedres regulars convexos. Andreas Speiser ha defensat la idea que la construcció dels 5 sòlids regulars és el principal objectiu del sistema deductiu canonitzat en els Elements. Molta de la informació en el llibre XIII es deriva probablement de l'obra de Teetet.
Al segle xvi, l'astrònom alemany Johannes Kepler va intentar relacionar els cinc planetes extraterrestres coneguts en aquell moment amb els cinc sòlids platònics. En Mysterium Cosmographicum, publicat en 1596, Kepler va proposar un model del sistema solar en el qual els cinc sòlids es fixen un dins de l'altre, separats per una sèrie d'esferes inscrites i circumscrites. Kepler va proposar que les relacions de distància entre els sis planetes coneguts en aquell moment podrien ser enteses en termes dels cinc sòlids platònics tancats dins d'una esfera que representa l'òrbita de Saturn. Les sis esferes corresponien a cada un dels planetes (Mercuri, Venus, Terra, Mart, Júpiter i Saturn). Els sòlids van ser ordenats, amb l'octaedre el més interior, seguit per l'icosaedre, el dodecaedre, el tetraedre, i, finalment, el cub, dictant així l'estructura del sistema solar i les relacions de distància entre els planetes a partir dels sòlids platònics. Al final, la idea original de Kepler va haver de ser abandonada, però amb la seva investigació va arribar a les seves tres lleis de la dinàmica orbital, la primera de les quals era que les òrbites dels planetes són el·lipses en comptes de cercles, cosa que canvià el curs de la física i l'astronomia. També va descobrir els sòlids de Kepler.
Al segle xx, els intents de vincular sòlids platònics amb el món físic es van ampliar amb el model de capa d'electrons en la química de Robert Moon en una teoria coneguda com el “model de Moon”.

## Coordenades cartesianes
Per als sòlids platònics amb centre en l'origen, es donen a continuació les coordenades cartesianes simples. La lletra grega φ s'utilitza per representar la relació àuria {\displaystyle {\frac {1+{\sqrt {5}}}{2}}\approx 1,6180}.
| Figura                 | Tetraedre                          | Tetraedre                          | Octaedre                       | Cub          | Icosaedre                         | Icosaedre                         | Dodecaedre                                          | Dodecaedre                                          |
| ---------------------- | ---------------------------------- | ---------------------------------- | ------------------------------ | ------------ | --------------------------------- | --------------------------------- | --------------------------------------------------- | --------------------------------------------------- |
| Vèrtexs                | 4                                  | 4                                  | 6 (2×3)                        | 8            | 12 (4×3)                          | 12 (4×3)                          | 20 (8+4×3)                                          | 20 (8+4×3)                                          |
| Conjunt d'orientacions | 1                                  | 2                                  | 1                              | 2            | 1                                 | 2                                 |                                                     |                                                     |
| Coordenades            | (1,1,1)(1,−1,−1)(−1,1,−1)(−1,−1,1) | (−1,−1,−1)(−1,1,1)(1,−1,1)(1,1,−1) | (±1, 0, 0)(0, ±1, 0)(0, 0, ±1) | (±1, ±1, ±1) | (0, ±1, ±φ)(±1, ±φ, 0)(±φ, 0, ±1) | (0, ±φ, ±1)(±φ, ±1, 0)(±1, 0, ±φ) | (±1, ±1, ±1)(0, ±1/φ, ±φ)(±1/φ, ±φ, 0)(±φ, 0, ±1/φ) | (±1, ±1, ±1)(0, ±φ, ±1/φ)(±φ, ±1/φ, 0)(±1/φ, 0, ±φ) |
| Imatge                 |                                    |                                    |                                |              |                                   |                                   |                                                     |                                                     |

Les coordenades per al tetraedre, l'icosaedre i el dodecaedre es donen en dos conjunts d'orientació, contenint cada un la meitat del signe i la permutació de posició de les coordenades.
Aquestes coordenades revelen certes relacions entre els sòlids platònics: els vèrtexs del tetraedre representen la meitat dels del cub, com {4,3} o , un dels dos conjunts de 4 vèrtexs en les posicions duals, com h{4,3} o . Les dues posicions tetraèdriques componen l'octaedre estrellat.
Les coordenades de l'icosaedre estan relacionats amb dues sèries alternades de coordenades d'un octaedre truncat no uniforme, t{3,4} o , també anomenat octaedre rom, com s{3,4} o , i vist en la composició de dos icosaedres.
Vuit dels vèrtexs del dodecaedre es comparteixen amb els cubs. Completar totes les orientacions condueix a la composició de cinc cubs.